# Salvington
Salvington – dzielnica miasta Worthing, w Anglii, w hrabstwie West Sussex, w dystrykcie Worthing. Leży 27 km na wschód od miasta Chichester i 77 km na południe od Londynu. W 2011 roku dzielnica liczyła 8893 mieszkańców.